# Saga (literatura)

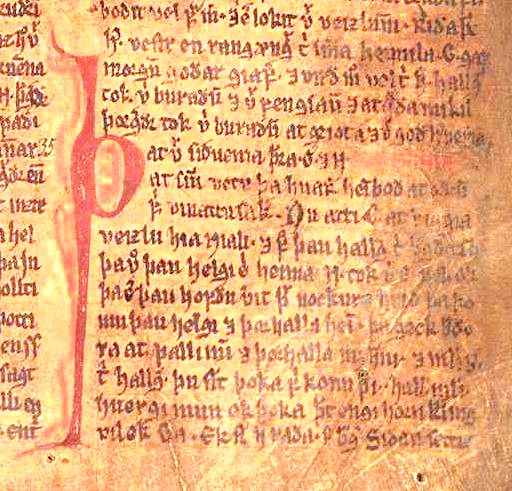
Manuscrito da Saga de Njáll (Njáls Saga), datado do século XIV

Saga, na literatura, refere-se a histórias narradas em prosa, nos séculos XIII e XIV, originárias sobretudo da Islândia medieval, mas também de outros países nórdicos. Estas narrativas, geralmente anônimas, misturam aspetos históricos com mitologia e religião. Modernamente, também são designadas como "sagas" certos livros e séries desenhadas.[carece de fontes?]

## Etimologia
O substantivo "saga" deriva do vocábulo da língua nórdica antiga saga, que significava "conto", do qual deriva a palavra islandesa saga (plural sögur). O vocábulo é relacionado com o inglês say e com o alemão sagen ("dizer").[carece de fontes?]

## Sagas nórdicas
A maioria das sagas nórdicas foram escritas na Islândia, em língua nórdica antiga, que era a língua comum a grande parte da Escandinávia durante a Idade Média. Algumas sagas são originárias da Noruega e algumas poucas de outros países nórdicos, mas as sagas islandesas são as mais importantes em número e qualidade.

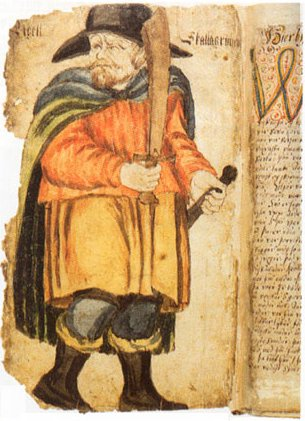
Representação de Egil Skallagrimsson, personagem da Saga de Egil (Egils Saga), num manuscrito do século XVII

As sagas têm caráter épico e são escritas em prosa, ainda que possa haver alguns versos ou poemas completos incorporados no texto. O tom é em geral realista, exceto quando o tema em si é fantasioso, como nas sagas legendárias. Apesar de que a vasta maioria das sagas foi escrita entre fins do século XIII e a metade do século XIV, a maioria das sagas conta histórias ocorridas num passado remoto, desde antes da colonização (antes de 874) até pouco depois da chegada do cristianismo à Islândia, em 1000. De maneira geral, acredita-se que cada saga seja obra de um único autor, provavelmente baseada em tradições orais anteriores. [carece de fontes?]
As sagas variam muito em tema e estilo. As primeiras sagas, surgidas ainda no século XII, foram as que contavam as vidas de santos e bispos católicos, inspiradas em obras similares em latim que abundavam na Europa continental. Pouco depois começaram a ser escritas sagas sobre a vida dos reis escandinavos (Sagas de reis) e as sagas de personagens célebres da Islândia. Estas últimas, chamadas Sagas de islandeses (Íslendingasögur) são as mais importantes do ponto de vista literário e estético. Mais tarde surgiram também sagas lendárias (Fornaldarsögur), que contam lendas relacionadas ao passado pré-cristão da Islândia.[carece de fontes?]

### Tipos
- Sagas de reis (Konungasögur): contam a história de antigos reis da Noruega e outros países escandinavos. Estão relacionadas à literatura cronística europeia.[2][falta página][3]
- Sagas lendárias (Fornaldarsögur): contam histórias lendárias e mitológicas ocorridas no passado pagão da Escandinávia, num tempo anterior à colonização da Islândia. Algumas estão levemente baseadas em eventos históricos, mas os elementos fantásticos e míticos sempre predominam. Um exemplo importante é a Saga dos Volsungos (Völsunga saga), que trata do auge e queda do clã dos Volsungos e inclui os personagens de Sigfrido e Brunilda. A mesma história aparece no épico alemão medieval Canção dos Nibelungos.[3]
- Sagas de islandeses (Íslendingasögur): são talvez as mais características das sagas escandinavas ou nórdicas. Narram histórias passadas na época entre o descobrimento da Islândia (874) até o início do século XI, época da cristianização da ilha. Nestas sagas os personagens principais são antigos membros das famílias mais importantes da ilha, e as histórias giram em torno da colonização e as disputas entre os membros de famílias rivais, muitas vezes misturando história, velhas tradições orais e pura mitologia. Estas sagas são fontes inestimáveis para entender os hábitos, a visão de mundo e sistema legal da antiga Escandinávia. Exemplos importantes são a Saga de Njáll o Queimado (Brennu-Njáls Saga), a Saga de Egil (Egils saga) e a Saga de Grettir (Grettis Saga).[1][falta página][3]
- Sagas de santos e Sagas de bispos: contam a vida de santos e bispos católicos que evangelizaram os países escandinavos. Estão relacionadas a obras hagiográficas europeias.[2][falta página]
- Sagas cavaleirescas (Riddarasögur): são relacionadas com ciclos literários da Europa medieval como a Matéria de França e a Matéria de Roma.[4][carece de fontes?]

## Sagas modernas
Atualmente, tanto em português como em outras línguas, o termo saga é frequentemente usado em referência a obras literárias contemporâneas de caráter épico, escritas em prosa e conectadas por um argumento central. Assim, por exemplo, as obras relacionadas ao universo literário de O Senhor dos Anéis ou de Harry Potter podem ser referidas como sagas contemporâneas.[carece de fontes?]
O termo saga também pode ser usado em referência a uma obra épica não-literária, como por exemplo os filmes da série Guerra nas Estrelas.[carece de fontes?]